# Степаньково (Собинский район)
Степаньково — деревня в Собинском районе Владимирской области России, входит в состав Куриловского сельского поселения.

## География
Деревня расположена на берегу реки Ворша в 12 км на юго-запад от центра поселения деревни Курилово и в 14 км на северо-запад от райцентра города Собинка.

## История
В конце XIX — начале XX века деревня входила в состав Кочуковской волости Владимирского уезда, с 1926 года — в Ставровской волости. В 1859 году в деревне числилось 40 дворов, в 1905 году — 56 дворов, в 1926 году — 35 хозяйств.
С 1929 года деревня являлась центром Степаньковского сельсовета Ставровского района, с 1932 года — в состав Юровского сельсовета Собинского района, с 1945 года — в составе Ставровского района, с 1965 года — в составе Собинского района, с 1976 года — в составе Куриловского сельсовета, с 2005 года — Куриловского сельского поселения.

## Население
| 1859 | 1905 | 1926 | 2002 | 2010 | 2021 |
| ---- | ---- | ---- | ---- | ---- | ---- |
| 253  | ↗302 | ↘152 | ↘40  | ↘32  | ↘21  |